# Crno jezero
Der Crno jezero (deutsch „Schwarzer See“) ist ein Gletschersee im Norden Montenegros.
Der See liegt auf einer Höhe von 1416 m, etwa 3 km westlich von Žabljak.

## Geographie
Der Crno jezero liegt am Fuße des Međed, einer Bergspitze des Durmitormassives. Er nimmt eine Fläche von etwa 500 ha ein. Der See besteht genaugenommen aus zwei Becken, Veliko jezero und Malo jezero genannt. Die beiden Teile sind durch einen engen Wasserweg verbunden, der während der Sommermonate trockenfällt, so dass zwei voneinander getrennte Wasserflächen entstehen.
- Der Veliko jezero (wörtlich: Großer See) bedeckt eine Fläche von 0,338 km², hat eine maximale Tiefe von 24,5 m, eine maximale Länge von 855 m und maximale Breite von 615 m.
- Der Malo jezero (wörtlich: Kleiner See) bedeckt eine Fläche von 0,177 km², hat eine maximale Tiefe von 49,1 m, eine maximale Länge von 605 m und maximale Breite von etwa 400 m.

Die maximale Länge des gesamten Crno jezero beträgt 1.155 m. Aufgrund seiner größeren Tiefe hat der sogenannte Kleine See tatsächlich das größere Volumen. 
Der Crno jezero wird von zahlreichen Bergbächen gespeist, von denen der Mlinski potok (wörtlich: Mühlbach) der bedeutendste Zufluss ist. Weitere Zuläufe treten nur jahreszeitlich bedingt während der Schneeschmelze auf und sind meist unbenannt. Abfluss des Crno jezero ist die Otaka.

## Touristische Erschließung
Der Crno jezero ist ein sehr beliebtes Ausflugsziel im Durmitor-Gebiet. Er ist einer der größten und bekanntesten Gletscherseen des Durmitor-Massivs. Der See ist leicht zugänglich und zu Fuß vom Zentrum von Žabljak aus zu erreichen.
Ein etwa 3,5 km langer Weg umrundet den gesamten See und ist ein beliebtes Ziel für Erholungssuchende und Wanderer.
Der Crno jezero ist Ausgangspunkt zahlreicher Wanderwege ins Durmitor-Massiv und zu den kleineren Seen rund um Žabljak. 
Etwas zurückgesetzt vom Ufer des Sees befindet sich ein Restaurant, in dem traditionelle montenegrinische Küche serviert wird.